# Pheidole maculifrons
Pheidole maculifrons är en myrart som beskrevs av Wheeler 1929. Pheidole maculifrons ingår i släktet Pheidole och familjen myror. Inga underarter finns listade i Catalogue of Life.

## Bildgalleri